# Résolution 205 du Conseil de sécurité des Nations unies
Membres permanents
- Chine (Taïwan)
- États-Unis
- France
- Royaume-Uni
- URSS

Membres non permanents
- Bolivie
- Côte d'Ivoire
- Jordanie
- Malaisie
- Pays-Bas
- Uruguay

Résolution no 204 Résolution no 206

La Force interaméricaine de paix après l'intervention des États-Unis en République dominicaine en 1965

La Résolution 205  est une résolution du Conseil de sécurité des Nations unies adoptée le 22 mai 1965, dans sa 1217e séance, dans le cas risqué d'un conflit de se creuser dans la République dominicaine, le Conseil a demandé que la suspension temporaire des hostilités à Saint-Domingue demandé dans la Résolution 203 du Conseil de sécurité des Nations unies se transforme en un cessez-le-feu permanent et a invité le Secrétaire général de lui présenter un rapport au Conseil sur la mise en œuvre de la présente résolution.
Dans les jours qui suivent cette résolution, une cessation de facto des hostilités a eu lieu à Saint-Domingue.

## Vote
La résolution a été approuvée à 10 voix contre zéro.

Les États-Unis se sont abstenus.

## Texte
- Résolution 205 Sur fr.wikisource.org
- Résolution 205 Sur en.wikisource.org